# مارکوس فلدهف
مارکوس فلدهف (انگلیسی: Markus Feldhoff؛ زادهٔ ۲۹ اوت ۱۹۷۴) بازیکن فوتبال اهل آلمان است.
از باشگاه‌هایی که در آن بازی کرده‌است می‌توان به باشگاه فوتبال وولفسبورگ، باشگاه فوتبال اوردینگن ۰۵، باشگاه فوتبال انرژی کوتبوس، باشگاه فوتبال بایر ۰۴ لورکوزن، باشگاه فوتبال اسنابروک، و باشگاه فوتبال بروسیا مونشن‌گلادباخ اشاره کرد.
وی همچنین در تیم ملی فوتبال زیر ۲۱ سال آلمان بازی کرده‌است.